# Tysk-österrikiska backhopparveckan 1957/1958
Under Tysk-österrikiska backhopparveckan 1957/1958 hoppade man i Oberstdorf den 30 december, den 1 januari hoppade man i Partenkirchen och den 5 januari hoppade man i Innsbruck. Deltävlingen i Bischofshofen genomfördes slutligen den 6 januari.

## Oberstdorf
- Datum: 30 december 1957
- Land:  Västtyskland
- Backe: Schattenbergschanze

| Placering | Hoppare            | Land            | Poäng |
| --------- | ------------------ | --------------- | ----- |
| 01        | Nikolaj Kamenskij  | Sovjetunionen   | 227,5 |
| 02        | Helmut Recknagel   | Östtyskland     | 222,0 |
| 03        | Walter Habersatter | Österrike       | 216,5 |
| 03        | Walter Steinegger  | Österrike       | 216,5 |
| 05        | Werner Lesser      | Östtyskland     | 215,5 |
| 06        | Jachim Bulin       | Tjeckoslovakien | 211,5 |
| 07        | Nikolaj Sjamov     | Sovjetunionen   | 210,5 |
| 08        | Rudolf Bykov       | Sovjetunionen   | 210,0 |
| 09        | Otto Leodolter     | Österrike       | 209,5 |
| 010       | Folke Mikaelsson   | Sverige         | 207,0 |

## Partenkirchen
- Datum: 1 januari 1958
- Land:  Västtyskland
- Backe: Große Olympiaschanze

| Placering | Hoppare           | Land            | Poäng |
| --------- | ----------------- | --------------- | ----- |
| 01        | Willi Egger       | Österrike       | 226,6 |
| 02        | Nikolaj Sjamov    | Sovjetunionen   | 223,2 |
| 03        | Werner Lesser     | Östtyskland     | 215,4 |
| 04        | Walter Steinegger | Österrike       | 214,4 |
| 05        | Boris Nikolajev   | Sovjetunionen   | 211,8 |
| 06        | Max Bolkart       | Österrike       | 210,1 |
| 07        | Nikolaj Kamenskij | Sovjetunionen   | 209,3 |
| 08        | Rudolf Bykov      | Sovjetunionen   | 208,2 |
| 09        | Jachim Bulin      | Tjeckoslovakien | 205,9 |
| 010       | Hugo Fuchs        | Östtyskland     | 205,7 |

## Innsbruck
- Datum: 5 januari 1958
- Land:  Österrike
- Backe: Bergiselschanze

| Placering | Hoppare            | Land          | Poäng |
| --------- | ------------------ | ------------- | ----- |
| 01        | Helmut Recknagel   | Östtyskland   | 226,5 |
| 02        | Nikolaj Kamenskij  | Sovjetunionen | 216,5 |
| 03        | Walter Habersatter | Österrike     | 216,0 |
| 04        | Otto Leodolter     | Österrike     | 215,5 |
| 05        | Harry Glass        | Östtyskland   | 215,0 |
| 06        | Max Bolkart        | Västtyskland  | 214,0 |
| 07        | Werner Lesser      | Östtyskland   | 213,0 |
| 07        | Rudolf Bykov       | Sovjetunionen | 213,0 |
| 09        | Nikolaj Sjamov     | Sovjetunionen | 211,0 |
| 010       | Walter Steinegger  | Österrike     | 207,5 |

## Bischofshofen
- Datum: 6 januari 1958
- Land:  Österrike
- Backe: Paul-Ausserleitner-Schanze

| Placering | Hoppare            | Land          | Poäng |
| --------- | ------------------ | ------------- | ----- |
| 01        | Helmut Recknagel   | Östtyskland   | 227,5 |
| 02        | Harry Glass        | Östtyskland   | 225,0 |
| 03        | Koba Zakadse       | Sovjetunionen | 219,2 |
| 04        | Otto Leodolter     | Österrike     | 218,8 |
| 05        | Max Bolkart        | Västtyskland  | 215,8 |
| 06        | Nikolaj Sjamov     | Sovjetunionen | 215,6 |
| 07        | Walter Habersatter | Österrike     | 215,2 |
| 08        | Werner Lesser      | Östtyskland   | 214,1 |
| 09        | Willi Egger        | Österrike     | 213,2 |
| 010       | Manfred Brunner    | Östtyskland   | 212,9 |

## Slutställning
| Placering | Hoppare            | Land          | Poäng |
| --------- | ------------------ | ------------- | ----- |
| 01        | Helmut Recknagel   | Östtyskland   | 865,1 |
| 02        | Nikolaj Sjamov     | Sovjetunionen | 860,3 |
| 03        | Nikolaj Kamenskij  | Sovjetunionen | 859,2 |
| 04        | Werner Lesser      | Östtyskland   | 858,0 |
| 05        | Walter Steinegger  | Österrike     | 848,6 |
| 06        | Otto Leodolter     | Österrike     | 846,6 |
| 07        | Max Bolkart        | Västtyskland  | 844,9 |
| 08        | Rudolf Bykov       | Sovjetunionen | 841,5 |
| 09        | Walter Habersatter | Österrike     | 831,3 |
| 010       | Erik Styf          | Sverige       | 816,6 |